# Agapetus quadratus
Agapetus quadratus là một loài Trichoptera trong họ Glossosomatidae. Chúng phân bố ở miền Cổ bắc.